# Rio Piranhas (Goiás)
O Rio Piranhas localiza-se no Estado de Goiás, no Brasil. É afluente do Rio Caiapó.